# Ardnamurchan
Ardnamurchan is een schiereiland aan de westkust van de Schotse Hooglanden, ten noordoosten van het eiland Mull. Het ongeveer 8 km brede schiereiland vormt het westelijkste punt van het eiland Groot-Brittannië.
Het schiereiland bestaat geologisch uit stollingsgesteente, in de vorm van ringvormige complexen van gabbro. Een drukverlaging boven een grote magmakamer zorgde voor kegelvormige intrusies, terwijl aan het oppervlak enorme vulkaankraters lava en pyroklastica uitspuwden.